# Shelter
Shelter és una pel·lícula estatunidenca estrenada l'any 2007 i protagonitzada per Trevor Wright, Brad Rowe i Tina Holmes en la que es narra l'adopció d'un nen per part de la parella formada pel germà de la seva mare i la parella d'aquell, el qual havia estat amic seu durant la joventut.
Guanyadora de dos premis al Seattle Lesbian & Gay Film Festival per Millor Nou Director i Producció Narrativa Preferida, també ha guanyat el People's Choice Award per Millor Pel·lícula al Vancouver Queer Film Festival, Shelter representa el debut professional de Jonah Markowitz en la  direcció.

## Argument
En Zach (Trevor Wright) és un noi de 22 anys que aspira a ser artista però que ha de deixar tots els seus somnis d'anar a una escola d'art per treballar i tenir cura de la seva germana Jane (Tina Holmes), el seu pare malalt i el seu nebot de cinc anys Cody (Jackson Wurth). Treballant en una botiga de menjar ràpid, en Zach, durant les seves estones lliures, dibuixa, surfeja i queda amb el seu millor amic, en Gabe (Ross Thomas), així com amb la seva "xicota" Tori (Katie Walder).
Quan el germà gran d'en Gabe, en Shaun (Brad Rowe) torna a casa per cercar la inspiració, en Zach i ell desenvolupen una amistat mentre en Shaun l'encoratja per prendre el control de la seva vida i perseguir la seva ambició d'anar a l'escola d'art. La seva amistat acabarà desembocant en una relació íntima, mentre al mateix temps en Shaun crea un lligam fort amb en Cody.
La Jeanne descobreix que en Zach ha estat amb en Shaun i l'avisa que és gai i que ha de mantenir en Cody lluny d'ell. Mentre que la seva germana es nega a acceptar que en Zach sigui gai, en Gabe i la Tori s'hi mostren oberts i comprensius. Però la relació d'en Zach i en Shaun es veu estroncada per l'obligació de donar suport a la seva família. Quan el xicot de la Jeanne troba feina i li demana que se'n vagi amb ell deixant en Zach i en Cody sols, Zach es veu forçat de decidir entre posar les altres primer i rebutjar els seus somnis com ha fet sempre, o lluitar per allò que realment vol, tant per ell com per en Cody. Finalment descobreix que afirmar el seu amor per en Shaun i començar la seva carrera a l'escola d'art és la millor solució al problema.

## Repartiment
- Trevor Wright com a Zach
- Brad Rowe com a Shaun
- Tina Holmes com a Jeanne
- Jackson Wurth com a Cody
- Ross Thomas com a Gabe
- Katie Walder com a Tori
- Albert Reed com a Billy
- Joy Gohring com a Ellen
- Matt Bushell com a Alan